# Julian Klein
Julian Klein (* 1973 in Wittlich, Rheinland-Pfalz) ist ein deutscher Komponist und Theaterregisseur. Er lebt in Berlin.

## Studium, Arbeit als Dozent und in Bühnenensembles
Julian Klein studierte bei Reinhard Febel, Nigel Osborne, Gérard Grisey, Heiner Goebbels und Wolfgang Rihm. Er lehrt als Dozent an der Hochschule für Musik und Darstellende Kunst Frankfurt am Main Performance und Musiktheorie sowie an der Universität der Künste Berlin Regie des Experimentellen Musiktheaters. Weitere Lehraufträge erfüllte er im Fachbereich Architektur der Universität Hannover (Komposition) sowie u. a. an der Norwegischen Theaterakademie (Schauspiel und Improvisation). Julian Klein ist Direktor des Instituts für Künstlerische Forschung Berlin. Derzeit ist er Gastwissenschaftler am Institut für Biologie (Verhaltensbiologie). Er gehört zu den ehemaligen Mitgliedern des Exzellenzclusters Languages of Emotion der Freien Universität Berlin sowie der Concordia-Universität Montréal.
Er ist Künstlerischer Leiter des Musik- und Theaterensembles A Rose Is. Darüber hinaus war er 2003–08 Mitglied der Jungen Akademie – eine Mitgliedschaft, die von der Berlin-Brandenburgischen Akademie der Wissenschaften und der Deutschen Akademie der Naturforscher Leopoldina jährlich ausgeschrieben wird.
Für den Südwestrundfunk, den Hessischen Rundfunk, DeutschlandRadio Berlin, das Göttinger Symphonie Orchester, das Staatstheater Hannover, die Hamburger Theater Mafia, die Bayerische Theaterakademie August Everding, das A•DEvantgarde Festival München, das Labor für Musiktheater Berlin, die Berliner Festspiele|MaerzMusik, die Schaubühne am Lehniner Platz Berlin, sowie am Hebbel am Ufer Berlin engagierte er sich als Leiter in verschiedenen Projekten und Initiativen.

## Gesellschaft für künstlerische Forschung in Deutschland
Auf seine Initiative hin gründete sich die 2018 die Gesellschaft für künstlerische Forschung in Deutschland (GKFD) Gemeinsam mit Elke Bippus und Kathrin Busch bildete er  das Gründungs-Präsidium, bevor er Anfang des Jahres 2020 aus technisch-juristischen Gründen aus dem Präsidium ausschied, um der Umsetzung des Berliner Förderprogramms nicht im Wege zu stehen. Die Kunsttheoretikerin Hanne Loreck vertrat seine Funktion in der GKFD kommissarisch bis September 2020.

## Debatte um die Freiheit des künstlerischen Doktorats
Im Jahr 2020 gehörte Julian Klein zu einem dreiköpfigen Gremium, das eine künstlerische Dissertation abwies. Um diesen Fall spann sich – kommentiert von der Nordic Art Review (Kunstkritikk) – seit Juni 2020 eine kontroverse Debatte darum, wie experimentell die Verfahren der künstlerischen Forschung im Bereich Performance werden dürfen. Dabei wurde Julian Kleins künstlerische Praxis selbst als Teil einer „FAUXTHENTICATION“ adressiert, obwohl bislang keine Verbindung zu dem Dissertations-Projekt bestand. Kleins Kritik richtete sich vor allem auf die Einschätzung, dass das experimentelle und kritische Potential des Projektes des Kandidaten nicht konsequent und befriedigend genug durchgeführt wurde. Diese Kritik wurde nach der abgewiesenen Disputation des Kandidaten auch durch das Kollegium der Stockholms University of the Arts bekräftigt, insbesondere durch die Choreografin Cecilia Roos und den Kurator André Lepecki, die sich hinter die Dissertation des durchgefallenen Kandidaten stellten.

## Preise und Stipendien
An Auszeichnungen erhielt er u. a. ein Studienstipendium der Studienstiftung des deutschen Volkes, den Niedersächsischen Förderpreis, ein Stipendium in der Cité Internationale des Arts Paris, den Kulturpreis Bernkastel-Wittlich, den Danzer-Preis für zeitgenössische Musik, sowie 2002 den Kurt-Magnus-Preis der ARD.